# L'Om-Imprebís
L'Om-Imprebís és una companyia de teatre fundada el 1983 pel director valencià Santiago Sánchez.
La companyia combina un repertori molt variat que abasta des dels clàssics espanyols com Quixot o Don Juan fins a obres de referència de la dramatúrgia universal: Galileu de Bertolt Brecht, Calígula d'Albert Camus o Oncle Vania d'Antón Chéjov. També noves propostes i llenguatges com és el cas de Imprebís –espectacle de teatre d'improvisació– o Els millors sketches de Monty Python –.

## Obres de teatre i autor/a
Heredarás la lluvia. Dirigeix: Santiago Sánchez.
Vidas enterradas:
- Manuel España de Juan José Millás
- Las cuentas de Carmencita de Juan Mayorga
- El que guarda de Mafalda Bellido
- A los pies del Moncayo de Alfonso Plou
- Primitivo Florián de Laila Ripoll
- Tertulia de Pepe Viyuela

Tu mano en la mía de Carol Rocamora
Pels pèls/ Por los pelos de Paul Pörtner
La crazy class, creat i dirigit per Santiago Sánchez
Imprebís de Michel López
Un obús en el cor. Adaptació de text: Wajdi Mouawad

## Premis
- Premi onda cero “valencianos en la onda” pels 25 anys[3]
- Premi avetid d'or 2008 pels 25 anys[4]